# I Saw Her Standing There
"I Saw Her Standing There" é uma canção escrita por Lennon/McCartney e abre o primeiro álbum dos Beatles chamado Please Please Me, lançado no Reino Unido pela Parlophone em 22 de março de 1963. Esteve presente na lista das 500 melhores canções de todos os tempos da revista Rolling Stone.
Em 13 de janeiro de 1964, a Capitol Records lançou a canção nos Estados Unidos como lado B do primeiro single dos Beatles neste país com a canção "I Want to Hold Your Hand" no lado A. "I Saw Her Standing There" entrou na lista das 100 mais tocadas da Billboard em 8 de fevereiro de 1964, ficando lá por 11 semanas, atingindo seu topo máximo no número 14 das mais tocadas.

## Composição
A canção foi escrita em parceria por John Lennon e Paul McCartney, porém a ideia inicial foi de Paul. Originalmente intitulada como "Seventeen", a canção surgiu quando Paul se dirigia para casa depois de um concerto em Southport, Merseyside
e posteriormente a completou em sua casa na Rua Forthlin de Liverpool em setembro de 1962 McCartney disse: "Eu tinha: She was just seventeen e Beauty queen. Quando eu mostrei para o John, ele gritou e riu, e disse 'Você está brincando a respeito desta rima, não está?" Paul admitiu que a o riff dessa canção foi influênciado pela música de Chuck Berry "I'm Talking About You" (1961).

## Gravação
A canção foi gravada nos Abbey Road Studios em 11 de fevereiro de 1963, como parte da maratona de gravações para o álbum Please Please Me. Os Beatles não estavam presentes durante as mixagens no dia 25 de fevereiro de 1963, o que era comum na época.
No álbum, a canção começa com a contagem "one-two-three-four!" ("um-dois-três-quatro"). Geralmente, esta contagem seria cortada da edição final mas o produtor George Martin resolveu deixá-la por considerá-la especialmente vigorosa e por iniciar o álbum com um ar para cima. O jornalista musical, Richard Williams sugeriu que esta introdução seria influenciada pela canção "Blue Suede Shoes" de Elvis Presley por causa da frase "Well, it's one for the money, two for the show…" ("bem, é um para dinheiro, dois para o show…")

## Créditos
- Paul McCartney – baixo, vocal, palmas
- John Lennon – guitarra rítmica, backing vocal, palmas
- George Harrison – guitarra solo, palmas
- Ringo Starr – bateria, palmas

## Outras gravações
- Em 1974, durante um show ao vivo, John Lennon e Elton John gravaram a canção e a lançaram como lado B do single "Philadelphia Freedom".
- Paul McCartney incluiu "I Saw Her Standing There" em seu álbuns solo ao vivo Tripping the Live Fantastic e Back in the U.S.. Gravou ainda uma versão para o CHOBA B CCCP, mas não inclui-a no álbum.
- The Who filmaram e gravaram uma versão para o filme The Kids Are Alright com Keith Moon no vocal principal. Entretanto, a canção não foi lançada na trilha sonora e só está disponível em versão bootleg. The Who também a tocaram durante sua turnê de 1982 (a Farewell Tour) com John Entwistle no vocal principal.
- Outros que fizeram covers da canção: Daniel Johnston, a cantora Tiffany, The Tubes, Carmaig de Forest, Peter Grant, MxPx, Allister, entre outros.